# Grand Champion
Grand Champion è un film statunitense del 2002 diretto da Barry Tubb.